# Totako
Totako is een historisch merk van hulpmotoren voor fietsen.
Zweeds bedrijf dat van 1950 tot 1955 zeer compacte clip-on motoren produceerde die boven het achterwiel van een fiets werden gemonteerd, waarbij de cilinder naar beneden wees.